# Wspólnota administracyjna Oberviechtach
Wspólnota administracyjna Oberviechtach – wspólnota administracyjna (niem. Verwaltungsgemeinschaft) w Niemczech, w kraju związkowym Bawaria, w rejencji Górny Palatynat, w regionie Oberpfalz-Nord, w powiecie Schwandorf. Siedziba wspólnoty znajduje się w mieście Oberviechtach, które jednak nie jest jej członkiem. Powstała w 1978.
Wspólnota administracyjna zrzesza gminę targową (Markt) oraz trzy gminy wiejskie (Gemeinde): 
- Gleiritsch, 653 mieszkańców, 10,94 km²
- Niedermurach, 1 264 mieszkańców, 29,96 km²
- Teunz, 1 912 mieszkańców, 30,74 km²
- Winklarn, gmina targowa, 1 444 mieszkańców, 33,71 km²